# Johannes Martinus Bach
Johannes Martinus Bach (Den Haag, 2 januari 1866 – aldaar, 30 september 1943) was een Nederlandse kunstschilder.

## Leven en werk
Bach was een zoon van steenhouwer Willem Bach en Petronella Martina Roest. Hij werd opgeleid aan de Ambachtsschool, vervolgens aan de Koninklijke Academie van Beeldende Kunsten in Den Haag. Hij was een leerling van onder anderen Johan Philip Koelman, Frits Jansen, Johan Michaël Schmidt Crans en Herman Johannes van der Weele en gaf later zelf les. Bach schilderde landschappen in de stijl van de Haagse School. Hij maakte ook glas-in-loodramen. Hij was lid van de Pulchri Studio en de Kunstenaarsvereniging Sint Lucas.
Bach overleed op 77-jarige leeftijd in zijn woonplaats Den Haag.